# Kaseya Center
Das Kaseya Center ist eine Mehrzweckhalle in der US-amerikanischen Stadt Miami im Bundesstaat Florida. Neben den Heimspielen des Basketball-Franchise der Miami Heat aus der National Basketball Association (NBA) finden dort auch Konzerte und andere Veranstaltungen statt. Die Arena, die wegen ihres früheren Namens oft auch nur „Triple-A“ genannt wird, bietet bei Konzerten bis zu rund 20.000 Plätze.

## Geschichte
Im November 1998 verzögerten sich die Bauarbeiten aufgrund eines Feuers im oberen Teil des Gebäudes, am 31. Dezember 1999 wurde die Halle aber schließlich eröffnet und ist seit Januar 2000 die Spielstätte der Miami Heat, die bis dahin in der Miami Arena spielten. Die erste Partie bestritten die Miami Heat gegen die Orlando Magic (111:103). Das Team der Miami Sol, ein ehemaliges Frauen-Basketball-Franchise aus der Women’s National Basketball Association (WNBA) spielte zwischen 2000 und 2002 ebenfalls in der Arena. Sie mussten nach drei Spielzeiten den Spielbetrieb aus finanziellen Gründen einstellen. 2004 und 2005 fanden hier die MTV Video Music Awards statt.
Am 7. Oktober 2024 verkündeten die Miami Heat, dass das Spielfeld im Kaseya Center, zu Ehren von Pat Riley, dem früheren Trainer (1995–2003, 2005–2008) und seit 1995 Teampräsident der Miami Heat, benannt wird. Das Spielfeld wird am 23. Oktober beim Start der Regular Season der NBA 2024/25 gegen die Orlando Magic enthüllt. Riley geht 2024 in seine 30. Saison mit den Heat. Der Name lautet Pat Riley Court at Kaseya Center.

## Name
Der Namenssponsor der Arena war von Ende 1999 bis 2021 die Fluggesellschaft American Airlines. Der Vertrag über 42 Mio. US-Dollar hatte eine Laufzeit von 20 Jahren. Auf das Dach war ein großes Flugzeug des Unternehmens gemalt, das bei Landungen und Abflügen vom Flughafen, dem Miami International Airport, zu sehen war. Die Fluggesellschaft ist seit 1999 der Namensgeber der Halle in Dallas, dem American Airlines Center. Nach 20 Jahren wollte American Airlines den Vertrag nicht mehr verlängern.
Im März 2021 einigte sich der Miami-Dade County und die Kryptowährungsbörse FTX über einen neuen Sponsorenvertrag. FTX zahlt über die Laufzeit von 19 Jahre 135 Mio. US-Dollar an den County. Vor der Umbenennung musste die NBA ihre Zustimmung zu der Vereinbarung geben. Anfang April 2021 stimmte die Liga dem Vertrag zu. Die Vereinbarung sollte bis in das Jahr 2040 gehen. Ab der Saison 2021/22 trug die Heimat der Heat offiziell den Namen FTX Arena. Der Sponsor FTX gab am 11. November 2022 seine Zahlungsunfähigkeit bekannt und meldete Insolvenz an. Der CEO und Gründer des Unternehmens, Sam Bankman-Fried, trat zurück. Das Verfahren unterliegt dem Chapter 11 des US-amerikanischen Insolvenzrechts. Mit der Insolvenz lösten der Miami-Dade County und die Miami Heat ihrerseits den Vertrag auf und waren auf der Suche nach einem neuen Sponsor und Namensgeber. Die Beschilderungen mit dem Namen wurden entfernt. Wie die Arena zwischenzeitlich heißen wird, war noch unklar. Anfang Januar 2023 bat FTX einen Insolvenzrichter die Sponsoringverträge zu stornieren. Anwälte von FTX stellten einen Antrag auf Stornierung einer Liste mit mehr als 20 Marketingabkommen, inklusive der Vereinbarung mit dem Miami-Dade County und der Miami Heat. Die Gläubiger hatten bis zum 13. Januar Zeit, Einwände gegen die Stornierung zu erheben und eine Anhörung zu dem Antrag war für den 8. Februar angesetzt.
Am 13. Januar 2023 gaben die Miami Heat und der Miami-Dade County bekannt, dass die Halle vorübergehend, bis ein neuer Namenssponsor gefunden ist, die Bezeichnung Miami-Dade Arena trägt.
Anfang April 2023 wurde das in Miami ansässige Softwareunternehmen Kaseya Limited neuer Namensgeber der Halle. Der Vertrag hat eine Laufzeit von 17 Jahren und Kaseya zahlt dafür insgesamt 117,37 Mio. US-Dollar. Der Großteil geht an den Miami-Dade County. Die Miami Heat erhalten als Teil der Vereinbarung jährlich zwei Mio. US-Dollar.

## Galerie

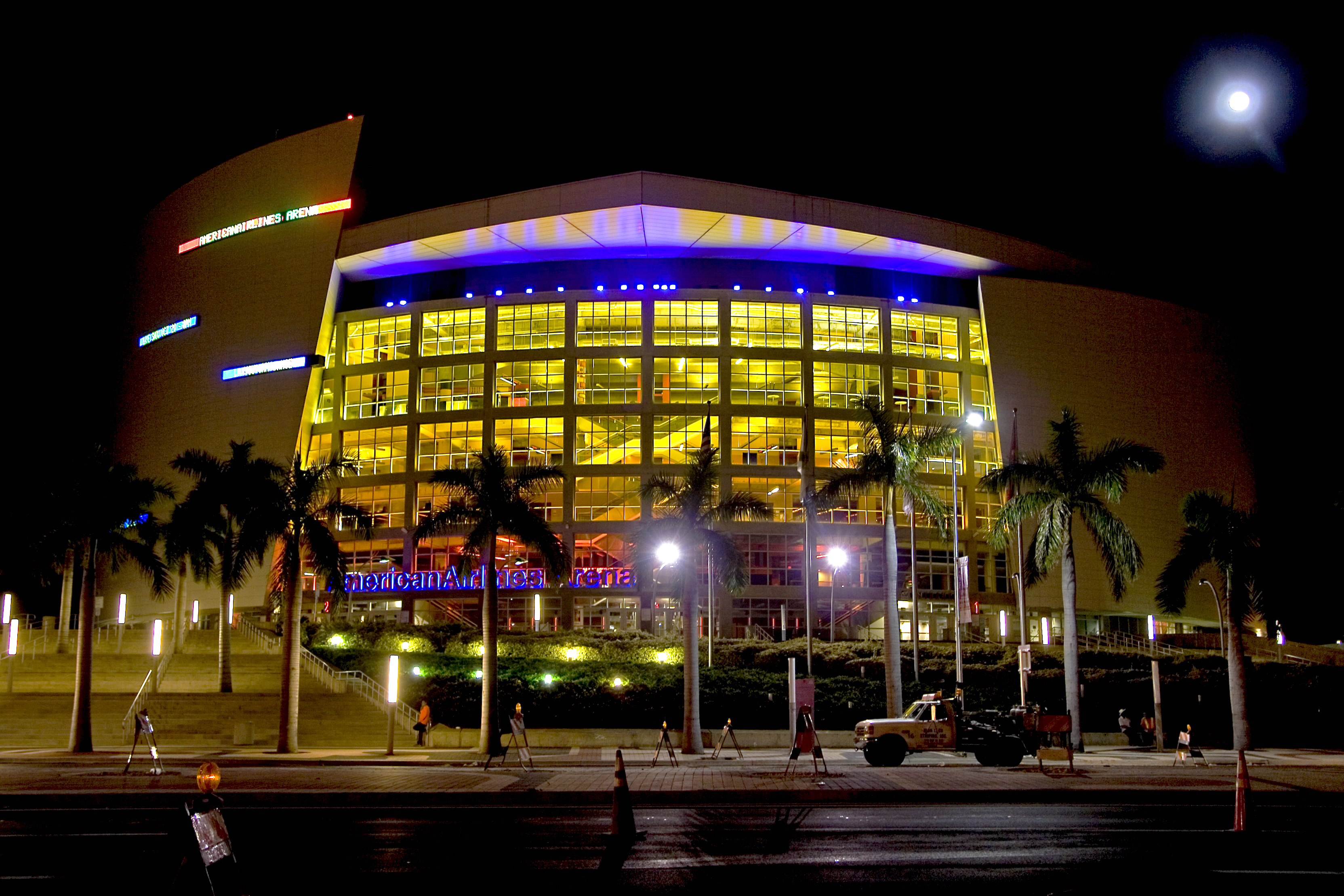
Frontansicht der Arena bei Nacht (2007)
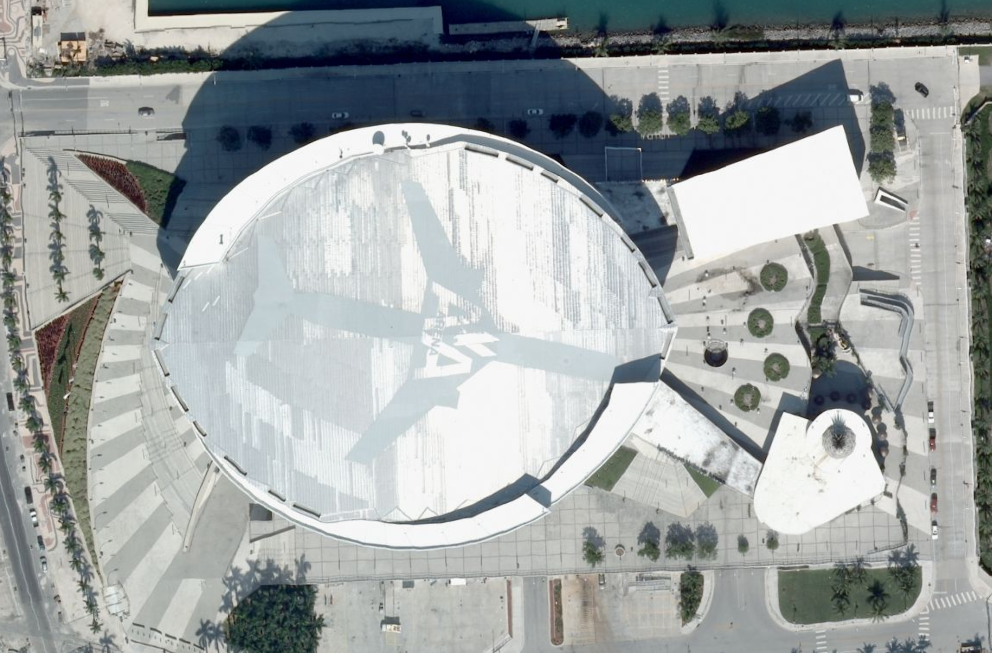
Satellitenbild der American Airlines Arena (2008)
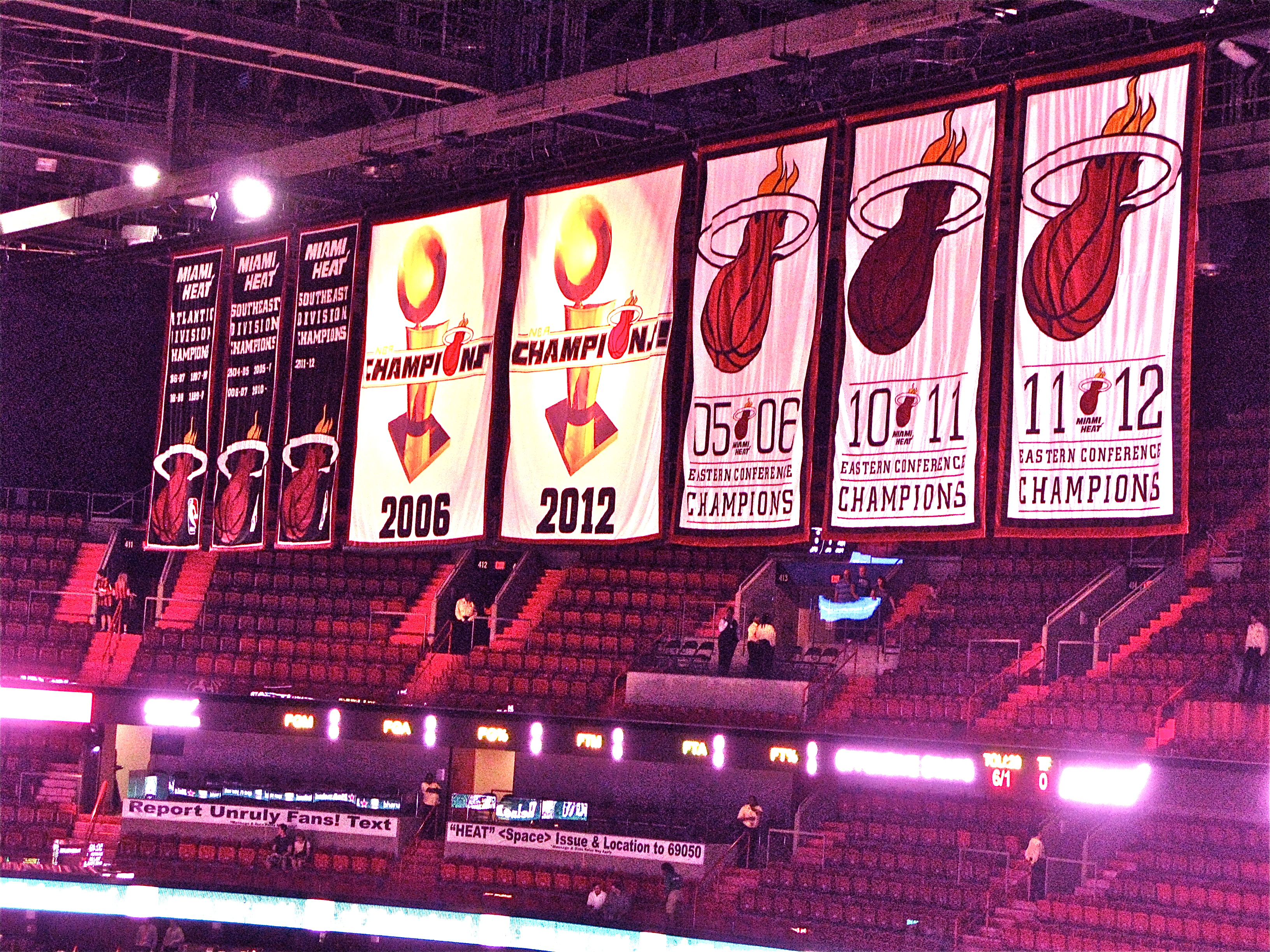
Meisterschafts-Banner der Miami Heat unter der Hallendecke (2012)
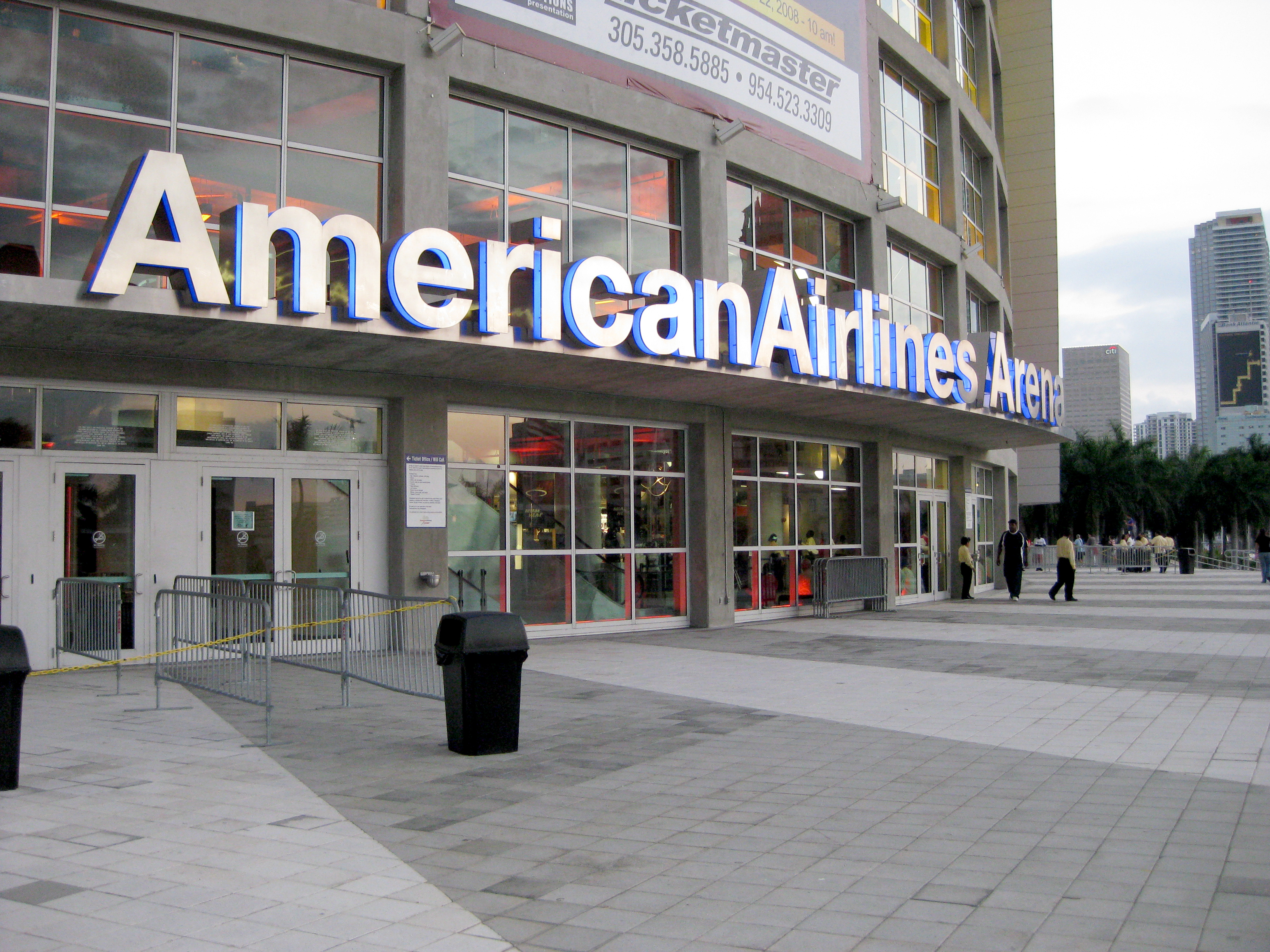
Haupteingang der Arena (2009)
Logo der FTX Arena (2021–2022)